# Laval-Atger
Laval-Atger è un comune francese di 165 abitanti situato nel dipartimento della Lozère, nella regione dell'Occitania.

## Società

### Evoluzione demografica
Abitanti censiti